# 1950 في كولومبيا
فيما يلي قوائم الأحداث التي وقعت خلال عام 1950 في كولومبيا.

## سياسة

### تعيين في المنصب
- 7 أغسطس – لوريانو غوميز رئيس كولومبيا.

### انتهاء فترة المنصب
- 7 أغسطس – ماريانو أوسبينا بيريز رئيس كولومبيا.

## رياضة
- 1 يناير – الدوري الكولومبي لكرة القدم 1950 الفائز أونس كالداس.

## مواليد

### يناير
- 1 يناير – أنطونيو كارو رسام كولومبي.
- 1 يناير – دانيال برموديز مهندس معماري كولومبي.
- 1 يناير – لورا ريستريبو
- 5 يناير – أدولفو أندرادي لاعب كرة قدم كولومبي.

### مارس
- 18 مارس – توماس غونزاليس

### أبريل
- 20 أبريل – سيرجيو كابريرا

### أغسطس
- 3 أغسطس – إرنستو سامبر